# Islamisches Kulturzentrum
Ein Islamisches Kulturzentrum ist eine spezielle (meist in Verbindung mit einer Moschee stehende) in nichtislamischen Ländern etablierte Institution zur Pflege islamischer und nationaler Traditionen einer muslimischen Minderheit.
Islamische Kulturzentren finden sich u. a. in
Deutschland
- Islamisches Kulturzentrum Bremen
- Moschee Sendling, Deutschland

Weitere
- Islamisches Kulturzentrum König Fahd (Buenos Aires), Argentinien
- Tokyo Camii, Japan
- Coquimbo-Moschee, Chile